# Badiá (Héraklion)
Pour les articles homonymes, voir Badia (homonymie).
Badiá, en grec moderne : Μπαδιά, est un village du dème de Minóa Pediáda, en Crète, en Grèce. Selon le recensement de 2011, la population de Badiá compte 57 habitants. Il est situé à une altitude de 300 m, à 43 km de Héraklion et à 9 km d'Arkalochóri.

## Recensements de la population
| Recensements | 1900 | 1920 | 1928 | 1940 | 1951 | 1961 | 1971 | 1981 | 1991 | 2001 | 2011 |
| ------------ | ---- | ---- | ---- | ---- | ---- | ---- | ---- | ---- | ---- | ---- | ---- |
| Population   | 19   | 96   | 59   | 116  | 121  | 137  | 130  | 131  | -    | 68   | 57   |